# Matteo Boniciolli
Matteo Boniciolli (Trieste, 18 aprile 1962) è un allenatore di pallacanestro italiano.

## Carriera
Inizia nelle giovanili dell'Inter 1904 a Trieste per poi passare, dopo varie esperienze, a curare il vivaio della Stefanel Trieste, che ha Bogdan Tanjević sulla panchina della prima squadra.
Archiviata un'esperienza negativa a Porto Torres, in serie B, ed alcuni incarichi con il settore squadre nazionali, tra cui l'oro europeo di Parigi 1999, debutta, in Serie A2, come coach con la Snaidero Udine, nella stagione 1999-2000, conquistando al primo tentativo la promozione in serie A1.
Nel 2000-01, sempre alla guida della Snaidero Udine, da matricola in serie A1 raggiunge il settimo posto e la qualificazione ai play-off, arrivando a contendere alla Scavolini Pesaro, il passaggio alle semifinali, perdendo 2-3.
Il 2001 vede la sua consacrazione: in estate viene invece chiamato dalla Fortitudo Bologna per il ruolo di capo allenatore. Nella sua prima stagione, dopo un avvio positivo, arriva alla finale scudetto, perdendo con la Benetton Basket Treviso. Nella seconda stagione, sempre con l'Aquila bolognese, inizia male e dopo poche giornate viene sostituito dal croato Jasmin Repeša.
Successivamente è nella panchina della Pallacanestro Messina, del Teramo Basket e dell'Air Avellino (dal 2006), sempre in serie A1, con un passaggio intermedio al Telindus Ostenda, nella prima divisione belga, dove raggiunge la finale, in Coppa del Belgio, e la semifinale, in campionato.
Confermato all'Air nel campionato 2007-08, conquista per la prima volta la Coppa Italia, vincendo la Final Eight contro la Virtus Bologna per 73-67. Al termine della stagione regolare viene votato da una giuria composta da giornalisti specializzati, allenatori, general manager e capitani delle squadre come miglior allenatore di Serie A, succedendo a Simone Pianigiani.
Al termine delle semifinali play-off rassegna, in una conferenza stampa, le sue dimissioni dall'incarico di genenal manager e di allenatore dell'Air Avellino malgrado, nel corso della stagione, avesse firmato la proroga del contratto che lo avrebbe legato ad Avellino per altri due anni.
Dal 10 novembre 2008 è il nuovo allenatore della Virtus Pallacanestro Bologna al posto dell'esonerato Renato Pasquali.
Il 26 aprile 2009 entra nella storia delle V nere riportando al successo in Europa la squadra bolognese vincendo l'EuroChallenge 2009 nella finale in casa contro i francesi dello Cholet Basket. In passato solo Messina era riuscito a vincere con la Virtus un trofeo europeo.
Il 14 dicembre 2009 diventa il nuovo allenatore della Virtus Roma, sostituendo Ferdinando Gentile.
La stagione si conclude con l'eliminazione ai quarti di finale per mano della Juvecaserta Basket.
La stagione 2010-2011 vede Boniciolli guidare i suoi alle Top 16 di Eurolega, ma l'11 gennaio 2011 il suo contratto viene rescisso consensualmente.
Nella successiva stagione raggiunge la panchina del BK Astana, società con la quale firma un accordo biennale. Alla guida della squadra vince, consecutivamente, due campionati kazaki e tre Coppe del Kazakistan, conseguendo altresì il titolo di miglior allenatore del Campionato kazako. Nella stagione 2012-2013 raggiunge i playoff della VTB United League, venendo nominato fra le "10 stelle" della competizione. Risolve consensualmente il rapporto con la compagine kazaka nel dicembre 2013.
Il 5 maggio 2012 firma un contratto biennale come capo-allenatore della nazionale del Kazakistan. Ottiene la qualificazione al FIBA Asia Championship 2013, nell'ambito del quale, dopo un avvio positivo (record di 3-0 al termine del turno preliminare; di 2-3 all'esito del secondo turno), cede ai quarti di finale contro le Filippine, Paese ospitante.
Il 19 febbraio 2015 firma un contratto come capo-allenatore con la Fortitudo Bologna che ritrova dopo le stagioni 2001-02 e, prima dell'esonero, 2002-03, subentrando a Claudio Vandoni. Il 13 giugno 2015 ottiene la promozione in Serie A2, vincendo sul campo di Forlì la finale contro la Mens Sana Siena. Nella stagione successiva raggiunge la finale playoff per la promozione in Serie A, perdendo 2-3 contro Brescia. Nella stagione 2016-2017 siede sempre sulla panchina della Fortitudo e viene eliminato, dopo una semifinale emozionante, alla quinta partita contro Trieste.
Il 30 novembre 2017 è uscita nelle librerie (editore Absolutely Free) la sua biografia Non è mai finita scritta con Giorgio Burreddu e Alessandra Giardini.
Il 26 marzo 2018, Boniciolli lascia la panchina della Fortitudo per motivi di salute.
L'8 gennaio 2019, Boniciolli torna in Serie A, prendendo il posto di Massimo Galli sulla panchina della VL Pesaro, con cui non rinnoverà a termine stagione.
Nel giugno del 2020 torna dopo quasi vent'anni sulla panchina dell'Amici Pallacanestro Udinese prendendo il posto di Alessandro Ramagli. Viene esonerato il 30 dicembre 2022 dopo una serie di risultati non convincenti.
Il 6 dicembre 2023 subentra a Stefano Sacripanti, dimissionario per motivi di salute, come capo-allenatore di Scafati Basket in Serie A firmando fino a fine stagione, stagione conclusa poi al dodicesimo posto.
Il 17 maggio 2024 viene annunciato il suo passaggio in Serie A2 al Basket Torino con un contratto biennale. Il 26 gennaio 2025, dopo la sconfitta casalinga per 71-88 contro Cento, dichiara di aver commesso un errore ad aver allenato la squadra nonostante la febbre nei giorni precedenti. In quel momento i gialloblù occupavano il dodicesimo posto. Il 3 febbraio 2025, dopo due giornate di assenza per malattia, comunica la decisione di lasciare la panchina per motivi di salute.

## Palmarès

### Club

#### Competizioni nazionali
- Coppa Italia: 1

Scandone Avellino: 2008
- Supercoppa LNP: 1

Fortitudo Bologna: 2016
- Coppa Italia LNP: 1

APU Udinese: 2022
- Campionato kazako: 2

BK Astana: 2011-12, 2012-13
- Coppa di Kazakistan: 3

BK Astana: 2011-12, 2012-13, 2013-14

#### Competizioni internazionali
- EuroChallenge: 1

Virtus Bologna: 2008-09

### Individuale
- Miglior allenatore della Serie A: 1

Scandone Avellino: 2008
- All-Kazakhstan League Coach of the year: 1

BK Astana: 2011-12
- VTB United League 10 stars of the regular season: 1

BK Astana: 2012-13
- Miglior allenatore delle Finali Eight Coppa Italia Lnp 2020/2021.

Miglior allenatore Serie A2 2021/2022.